# Wolf-Eberhard von Lewinski
Wolf-Eberhard Georg Felix von Lewinski (* 2. Juni 1927 in Berlin; † 23. März 2003 in Calw) war ein deutscher Musik- und Theaterkritiker.

## Leben

### Jugend und Studium
Geboren als Sohn des Bankdirektors Ernst-Alfred von Lewinski, zog er sich nach der Schulzeit 1944 als Luftwaffenhelfer eine Herzerkrankung zu, die zur Zurückstellung vom Wehrdienst führte. Deswegen konnte er im Herbst 1944 ein Musikstudium – Schwerpunkt Violine – aufnehmen, das er nach dem Zweiten Weltkrieg um eine Dirigentenausbildung bei Walther Meyer-Giesow, Hermann Abendroth und Joseph Keilberth sowie ein Studium der Theater-, Literatur- und Kunstgeschichte erweiterte.

### Dirigent und Intendant
1948 trat er das erste Mal als Dirigent öffentlich auf und dirigierte in der Folge u. a. das Philharmonische Orchester Eisenach und die Dresdner Philharmoniker. Gegen Ende seiner beruflichen Laufbahn wurde Lewinski zum Intendanten der rheinland-pfälzischen Staatsphilharmonie Ludwigshafen berufen.

### Musikkritiker und Autor
Bedeutender als seine nur kurze musikalische Tätigkeit wurde nach 1949 jedoch von Lewinskis Arbeit als Musikkritiker. Nach seiner Übersiedlung nach Darmstadt im Jahre 1951 schrieb er zunächst hauptsächlich für das Darmstädter Tagblatt, später auch für Die Welt, die Süddeutsche Zeitung, Christ und Welt sowie Westermanns Monatshefte und verfasste Hörfunk-Beiträge für verschiedene Rundfunkanstalten. Seit 1971 hat von Lewinski für das ZDF und den Saarländischen Rundfunk gearbeitet. Im Rahmen seiner langjährigen Zusammenarbeit mit Peter Rocholl, dem SR-Musikchef und langjährigen Musikkoordinator der ARD, entstanden viel beachtete Fernsehporträts über die Pianisten Claudio Arrau, Andor Foldes und Wilhelm Kempff sowie über die Gesangssolisten Viorica Ursuleac, Elisabeth Schwarzkopf, Dietrich Fischer-Dieskau, Peter Schreier und Hans Hotter. 1978 übernahm von Lewinski die Position eines Chefmusikkritikers bei der Verlagsgruppe Rhein Main.

### Lehrtätigkeit
1979 nahm von Lewinski eine Lehrtätigkeit an der Musikhochschule Köln (zusammen mit Dr. Hoch’s Konservatorium in Frankfurt am Main) als Leiter des Seminars „Musikkritik“ und „Vergleichende Interpretationskunde“ auf. Er gab Kurse in Hannover, München und bei den „Herbsttagen Iserlohn“ und bei den „Tagen Alter Musik“ in Innsbruck.

## Familie
Wolf-Eberhard von Lewinski war verheiratet und hatte drei Töchter, die teilweise ebenfalls einen musischen Beruf ergriffen haben.

## Auszeichnungen und Mitgliedschaften
- Goldenes Verdienstzeichen des Landes Salzburg
- Mitglied der Deutschen Phono-Akademie
- Mitglied des Landesmusikrates Rheinland-Pfalz
- Vorstandsmitglied des Vereins Frankfurter Bachkonzerte

## Werke
- Dietrich Fischer-Dieskau. Rembrandt, Berlin 1966 (Mitautor).
- Ludwig Hoelscher. Hans Schneider, Tutzing 1967.
- Musik – wieder gefragt. Claassen, Düsseldorf 1967,
- Artur Rubinstein. Rembrandt, Berlin 1967.
- Anneliese Rothenberger. Friedrich, Velber 1968.
- Joseph Keilberth. Rembrandt, Berlin 1968.
- Andor Foldes. Rembrandt, Berlin 1970.
- Gideon Kremer. Goldmann, München und Schott, Mainz 1982.
- Dietrich Fischer-Dieskau. Piper, München und Schott, Mainz 1988.
- Peter Schreier. (Serie Musik) Piper, München und Schott, Mainz 1992.
- Brigitte Fassbaender. (Serie Musik). Atlantis, Zürich und Schott, Mainz 1999.